# Lucas Orbán
Lucas Alfonso Orban (Buenos Aires, Argentina, 3 de febrero de 1989) es un futbolista argentino que puede desempeñarse en las posiciones de defensor central y lateral izquierdo. Actualmente se encuentra libre tras su paso por Racing Club de la Primera División de Argentina.

## Carrera deportiva

### Inicios
Participó en las categorías inferiores de la Asociación Intercountry de Fútbol de la zona norte representando a Cardales Country Club. Tiempo después llegó a River Plate.

### River Plate
Comenzó su carrera como futbolista profesional en el River Plate, haciendo su debut en la Primera División de Argentina en el año de 2008. Formó parte del plantel que se consagró campeón del torneo local de ese año.

### Tigre
Con pocos minutos en el club fue transferido a préstamo a Tigre. En 2012 retornó de su préstamo a River Plate pero no sería tenido en cuenta por su entrenador, Matías Almeyda, y regresaría nuevamente a Tigre, que compró el 50% de su pase. Su primer gol lo marcó por la Copa Argentina, en la victoria del Matador por 4 a 2 frente a Defensa y Justicia, partido disputado en el estadio de Lanús. El segundo lo convirtió jugando justamente ante River Plate.
Se convirtió en un pilar fundamental en la defensa del Matador, tanto en los torneos internacionales que le tocó disputar, como en campeonatos locales, completando excelentes actuaciones en el sector izquierdo de la defensa. Fue subcampeón del Clausura 2012 y de la Copa Sudamericana 2012.

### Girondins de Burdeos
Las ofertas no tardaron en llegar, y por eso retenerlo fue casi imposible. Para inicios de la temporada 2013-2014 fue transferido al Girondins de Burdeos de Francia con un acuerdo por el traspaso que oscilaría los 3 millones de euros. El monto se repartiría por mitades iguales entre Tigre y River, dueños cada uno de un 50 % de los derechos económicos del futbolista.

### Valencia CF
Tras conseguir un gran cartel en el fútbol europeo, fichó por el Valencia Club de Fútbol de la Liga Española en agosto de 2014 a cambio de 3,5 millones de euros. Debutó con el equipo el 23 de agosto en la 1.ª jornada de Liga entrando en el minuto 83 sustituyendo a André Gomes, y en el minuto 88 logró el gol del empate (1-1) para el Valencia en el estadio Ramón Sánchez Pizjuán frente al Sevilla.
El balance de su primera temporada fue muy positivo, con el equipo en una muy buena dinámica y con gran solidez defensiva junto a futbolistas como Nicolás Otamendi, Shkodran Mustafi o José Luis Gayà. Participó en 22 de los 38 encuentros del campeonato y, a pesar de que solía ser suplente del joven Gayà, tuvo actuaciones con gran concentración defensiva yendo al choque, como en la victoria frente al Real Madrid en la 17.ª jornada. 
No se puede decir lo mismo de su segunda temporada, ya que tuvo un rendimiento muy discreto en las primeras jornadas hasta que el técnico Nuno Espírito Santo dejó de contar con él. El nuevo técnico Gary Neville lo probó en siete encuentros pero seguía sin convencer, y por ese motivo el nuevo director deportivo Jesús García Pitarch optó por buscarle una salida en forma de cesión.

### Levante UD
El día 31 de enero de 2016 fue cedido al vecino Levante UD hasta final de temporada, pero no convenció en sus actuaciones y participó solo en tres partidos con los granotas, en los que además el equipo cayó derrotado. Finalmente descendió de categoría como colista del campeonato.                                                                                                          

### Genoa de Italia
El 30 de agosto de 2016, rescindió su contrato con el Valencia Club de Fútbol, quedando como agente libre. Fichó con el Genoa de la Liga Italiana.

### Racing Club
En junio de 2017 el jugador fichó en calidad de libre por el Racing Club de Avellaneda comprando 100% de su pase en 2.500.000 dólares, firmando un contrato por 2 años con opción a 1 año más. En junio de 2019 renovó contrato por 3 años más.
Jugó en la ida por los cuartos de final de la Copa Sudamericana ante Libertad de Paraguay. Cuatro días más tarde el entrenador Diego Cocca lo hizo jugar 45 minutos ante Atlético Tucumán pese a que tenía una importante inflamación en el tendón que une el aductor con uno de los isquiotibiales, motivo por el que se agravó seriamente su lesión: una pubalgia comenzó a molestarlo de tal manera que tuvo que esperar siete meses para poder volver. 
Cuando Eduardo Coudet asumió el cargo de entrenador, imaginaba tenerlo en cuenta, pero prefirió llevarlo de a poco para que se recupere. Por eso, recién le dio unos minutos ante Cruzeiro, en el último partido de la primera fase de 2018. Fue designado titular para el partido de ida ante River Plate por los octavos de final de la Copa Libertadores, debido a la lesión de Alejandro Donatti. En este encuentro en donde Racing igualó en 0 con River (que jugó el segundo tiempo con 10 hombres por expulsión al minuto 45 de Leonardo Ponzio) fue elegido el mejor jugador del partido por el patrocinador televisivo de la copa.
En 2019 obtiene la Superliga 2018/19 y el Trofeo de Campeones 2019 con Racing Club.
El 6 de noviembre de 2022 se consagra campeón y consigue su tercer título con Racing Club al ganar el Trofeo de Campeones 2022.

## Selección Argentina
En noviembre de 2013 fue convocado a la Selección Argentina de fútbol por Alejandro Sabella para disputar 2 amistosos frente a Ecuador y Bosnia en su gira por Estados Unidos, debutando en el primero de ellos como titular en la posición de lateral izquierdo pero sin tener participación en el segundo partido amistoso.
| Selección | Año   | Amistoso | Amistoso | Copa América | Copa América | Eliminatorias | Eliminatorias | Mundial | Mundial | Total | Total |
| Selección | Año   | PJ       | G        | PJ           | G            | PJ            | G             | PJ      | G       | PJ    | G     |
| --------- | ----- | -------- | -------- | ------------ | ------------ | ------------- | ------------- | ------- | ------- | ----- | ----- |
| Argentina | 2013  | 1        | 0        | -            | -            | -             | -             | -       | -       | 1     | 0     |
| Argentina | 2015  | 1        | 0        | 0            | 0            | 0             | 0             | -       | -       | 1     | 0     |
| Argentina | Total | 2        | 0        | 0            | 0            | 0             | 0             | -       | -       | 2     | 0     |

## Estadísticas
Actualizado el 6 de noviembre de 2022.
| Club                         | Temporada           | Liga | Liga | Copa Nacional | Copa Nacional | Copa Internacional | Copa Internacional | Total | Total |
| Club                         | Temporada           | PJ   | G    | PJ            | G             | PJ                 | G                  | PJ    | G     |
| ---------------------------- | ------------------- | ---- | ---- | ------------- | ------------- | ------------------ | ------------------ | ----- | ----- |
| River Plate Argentina        | 2008/09             | 4    | 0    | -             | -             | 1                  | 0                  | 5     | 0     |
| River Plate Argentina        | 2009/10             | 6    | 0    | -             | -             | -                  | -                  | 6     | 0     |
| River Plate Argentina        | Total               | 10   | 0    | -             | -             | 1                  | 0                  | 11    | 0     |
| Tigre Argentina              | 2011/12             | 19   | 0    | 1             | 1             | -                  | -                  | 20    | 1     |
| Tigre Argentina              | 2012/13             | 29   | 1    | 0             | 0             | 17                 | 0                  | 46    | 1     |
| Tigre Argentina              | Total               | 48   | 1    | 1             | 1             | 17                 | 0                  | 66    | 2     |
| Girondins de Burdeos Francia | 2013/14             | 27   | 0    | 2             | 0             | 1                  | 0                  | 30    | 0     |
| Girondins de Burdeos Francia | Total               | 27   | 0    | 2             | 0             | 1                  | 0                  | 30    | 0     |
| Valencia CF · España         | 2014/15             | 22   | 1    | 4             | 0             | -                  | -                  | 26    | 1     |
| Valencia CF · España         | 2015/16             | 7    | 0    | 4             | 0             | 1                  | 0                  | 12    | 0     |
| Valencia CF · España         | Total               | 29   | 1    | 8             | 0             | 1                  | 0                  | 38    | 1     |
| Levante UD · España          | 2015/16             | 3    | 0    | 0             | 0             | 0                  | 0                  | 3     | 0     |
| Levante UD · España          | Total               | 3    | 0    | 0             | 0             | 0                  | 0                  | 3     | 0     |
| Genoa · Italia               |                     |      |      |               |               |                    |                    |       |       |
| 2016/17                      | 11                  | 0    | 2    | 0             | 0             | 0                  | 13                 | 0     |       |
| Total                        | 11                  | 0    | 2    | 0             | 0             | 0                  | 13                 | 0     |       |
| Racing Club Argentina        | 2017/18             | 3    | 0    | 2             | 0             | 4                  | 0                  | 9     | 0     |
| Racing Club Argentina        | 2018/19             | 15   | 0    | 4             | 1             | 2                  | 0                  | 21    | 1     |
| Racing Club Argentina        | 2019/20             | 8    | 0    | 1             | 0             | -                  | -                  | 9     | 0     |
| Racing Club Argentina        | 2020                | -    | -    | 9             | 0             | 2                  | 0                  | 11    | 0     |
| Racing Club Argentina        | 2021                | 3    | 0    | 11            | 0             | 2                  | 0                  | 16    | 0     |
| Racing Club Argentina        | 2022                | 6    | 0    | 3             | 0             | 0                  | 0                  | 9     | 0     |
| Racing Club Argentina        | Total               | 35   | 0    | 30            | 1             | 10                 | 0                  | 75    | 1     |
| Total en su carrera          | Total en su carrera | 163  | 2    | 43            | 2             | 30                 | 0                  | 236   | 4     |

## Palmarés

### Campeonatos nacionales
| Título              | Club        | País      | Año     |
| ------------------- | ----------- | --------- | ------- |
| Primera División    | River Plate | Argentina | C-2008  |
| Primera División    | Racing Club | Argentina | 2018-19 |
| Trofeo de Campeones | Racing Club | Argentina | 2019    |
| Trofeo de Campeones | Racing Club | Argentina | 2022    |